# Municipio de Carroll (condado de O'Brien)
El municipio de Carroll (en inglés: Carroll Township) es un municipio ubicado en el condado de O'Brien en el estado estadounidense de Iowa. En el año 2010 tenía una población de 441 habitantes y una densidad poblacional de 4,7 personas por km².

## Geografía
El municipio de Carroll se encuentra ubicado en las coordenadas 43°7′40″N 95°48′6″O / 43.12778, -95.80167. Según la Oficina del Censo de los Estados Unidos, el municipio tiene una superficie total de 93.82 km², de la cual 93,82 km² corresponden a tierra firme y (0 %) 0 km² es agua.

## Demografía
Según el censo de 2010, había 441 personas residiendo en el municipio de Carroll. La densidad de población era de 4,7 hab./km². De los 441 habitantes, el municipio de Carroll estaba compuesto por el 94,33 % blancos, el 0,23 % eran afroamericanos, el 0,23 % eran amerindios, el 0,91 % eran asiáticos, el 2,72 % eran de otras razas y el 1,59 % eran de una mezcla de razas. Del total de la población el 5,22 % eran hispanos o latinos de cualquier raza.